# CD138
En biología y medicina el CD138, también llamado sindecano-1, es un antígeno proteico situado en la membrana celular. Está formado por una proteína de 30.5 kDa y cinco glucosaminoglucanos. Pertenece a la familia de los sindecanos - un tipo de proteoglucano - y se expresa principalmente en las células plasmáticas maduras normales y en las células de la piel, también en las células malignas del mieloma múltiple y de otros tipos de cáncer.